# Efferia prattii
Efferia prattii är en tvåvingeart som först beskrevs av James Stewart Hine 1919.  Efferia prattii ingår i släktet Efferia och familjen rovflugor.
Artens utbredningsområde är Texas. Inga underarter finns listade i Catalogue of Life.